# کریستین برون
شارل کریستین بانیکاسل برون  (انگلیسی: Charles Kristian Bonnycastle Bruun؛ زادهٔ ۲۵ اکتبر ۱۹۷۹) بازیگر اهل کانادا است. او بیشتر به‌واسطهٔ ایفای نقش در مجموعه‌های تلویزیونی سیاه یتیم و ماجراهای مرداک شناخته شده‌است.

## زندگی و فعالیت حرفه‌ای
برون در ۲۵ اکتبر ۱۹۷۹ در تورنتو، انتاریو، کانادا زاده شد. او از سال ۱۹۹۴ تا ۱۹۹۷ در آکادمی نظامی ولی فورج در پنسیلوانیا به تحصیل مشغول شد و سپس تصحیل و کسب مدرک بی‌ای در رشتهٔ درام به دانشگاه کویینز در کینگستون، انتاریو رفت و در سال ۲۰۰۱ از این دانشگاه فارغ‌التحصیل شد.
نخستین حضور او بر روی پردهٔ سینما مربوط به فیلم صبح بخیر فردا در سال ۲۰۰۳ است که در آن نقش یک بارتندر را بازی کرد. این روند با ایفای نقش او به‌عنوان افسر ارشد در مجموعهٔ تلویزیونی نیکیتا، شخصیت استو در فشار خون و شخصیت الک در فیلم را پخش کن ادامه یافت. او در مجموعهٔ ماجراهای مرداک از سال ۲۰۱۲ تا ۲۰۱۷ و در فصل‌های ۶ تا ۱۱ این مجموعه به‌طور ادامه‌دار نقش پاسبان اسلاگر جکسون را بازی کرد. مشهورترین نقش او مربوط به مجموعهٔ تلویزیونی کانادا علمی-تخیلی سیاه یتیم، برندهٔ چندین جایزه، است که در آن نقش شخصیت دانی هندریکس، همسر آلیسون هندریکس، یکی از شخصیت‌های اصلی را بازی کرده‌است. پس از عضویت او در بازیگران اصلی این مجموعه، نقش او در فصل سوم سیاه یتیم نسبت به دو فصل قبلی پررنگ‌تر شد.

## فیلم‌شناسی

### فیلم
| سال  | عنوان                                           | نقش                 | توضیحات    |
| ---- | ----------------------------------------------- | ------------------- | ---------- |
| ۲۰۰۵ | هیپنوتیزم تعطیلات                               | جک                  |            |
| ۲۰۰۵ | هاکی هوایی                                      | هنک                 |            |
| ۲۰۰۹ | کریسمس در یتیم‌خانه گریمسویل                     | نگهبان              | فیلم کوتاه |
| ۲۰۱۲ | بساز یا ورشکست شو                               | جورج                | فیلم کوتاه |
| ۲۰۱۲ | فشار خون                                        | استو                |            |
| ۲۰۱۲ | درود بر شیطان                                   | کریس                | فیلم کوتاه |
| ۲۰۱۳ | فیلم را پخش کن                                  | الک هس              |            |
| ۲۰۱۳ | پروندهٔ دکتر                                     | دکتر جان واتسون     | فیلم کوتاه |
| ۲۰۱۳ | بایکوت                                          |                     | فیلم کوتاه |
| ۲۰۱۴ | مجردهای کثیف                                    | مرد انگلیسی         |            |
| ۲۰۱۴ | بنگ بنگ بیبی                                    | هلموت               |            |
| ۲۰۱۴ | آگاپه                                           | جان                 | فیلم کوتاه |
| ۲۰۱۴ | مرد حقیقی                                       | آدام                | فیلم کوتاه |
| ۲۰۱۴ | ۱۰ سال                                          | کوین جنکینز/بابا    | فیلم کوتاه |
| ۲۰۱۵ | زندگی                                           | راجر لاو            |            |
| ۲۰۱۵ | گریه‌های شبانه                                   | دیوید               |            |
| ۲۰۱۵ | این چیزی نیست که برنامه‌اش را داشتی              | هنک                 | فیلم کوتاه |
| ۲۰۱۵ | ایستا                                           | میزبان برنامهٔ آشپزی | فیلم کوتاه |
| ۲۰۱۵ | بازگشت                                          | اندرو               |            |
| ۲۰۱۵ | رفتار                                           | آقای سمسون          | فیلم کوتاه |
| ۲۰۱۵ | بیا رپ بخونیم                                   | استفانو چیکا        |            |
| ۲۰۱۵ | چگونه برای عیاشی در یک شهر کوچک برنامه‌ریزی کنیم | سث پارسونز          |            |
| ۲۰۱۷ | فضای میانی                                      | تدی                 |            |
| ۲۰۱۸ | منظره کشنده                                     | پیتر                |            |
| ۲۰۱۸ | مریخ‌نورد قرمز                                   | دیمون               |            |
| ۲۰۱۸ | جایزه‌بگیرها                                     | کوین                |            |
| ۲۰۱۹ | آماده‌ای باشی یا نه                              | فیچ بردلی           |            |
| ۲۰۱۹ | تامی همیشه در حال مرگ است                       | جیمی                |            |
| ۲۰۲۰ | گندمک بخور!                                     | برک                 |            |
| ۲۰۲۲ | اسلش/بک                                         | تونی کانک           |            |

### تلویزیون
| سال        | عنوان                                  | نقش                 | توضیحات                                            |
| ---------- | -------------------------------------- | ------------------- | -------------------------------------------------- |
| ۲۰۰۳       | صبح بخیر فردا                          | بارتندر             | فیلم تلویزیونی                                     |
| ۲۰۱۰       | امور پنهانی                            | مسافر گرسنه         | قسمت: «خرابی ارتباطات»                             |
| ۲۰۱۱       | خیزش تاریک: داستان‌های وحشیانه سامر ویل | سرباز شماره ۲       |                                                    |
| ۲۰۱۱       | دن برای شهردار                         | اسکیت‌باز شماره ۱    | قسمت: «جنون در مسیر دوچرخه»                        |
| ۲۰۱۱       | تغییر نقشه                             | دنیس                | فیلم تلویزیونی                                     |
| ۲۰۱۲       | نیکیتا                                 | افسر ارشد           | قسمت: «سایه‌رو»                                     |
| ۲۰۱۲–۲۰۱۹  | ماجراهای مرداک                         | پاسبان اسلاگر جکسون | ۳۵ قسمت                                            |
| ۲۰۱۳–۲۰۱۷  | سیاه یتیم                              | دانی هندریکس        | ۴۰ قسمت                                            |
| ۲۰۱۵       | شتز کریک                               | متصدی پمپ بنزین     | قسمت: «مهمانی سورپرایز»؛ صحنه‌های حذف‌شده            |
| ۲۰۱۶       | ۱۱٫۲۲٫۶۳                               | دکتر رونالد جونز    | ۲ قسمت                                             |
| ۲۰۱۶–۲۰۱۸  | دختران تاکتیکی                         | کارآگاه لارنس       | ۲ قسمت                                             |
| ۲۰۱۶       | تجربهٔ دوست‌دختر                         | مشتری شماره ۲       | قسمت: «ساخت»                                       |
| ۲۰۱۶       | مرد کلاهبردار                          | بوم دود             | قسمت: «قدمی کوچک برای مانلی»؛ عدم ذکر نام در عوامل |
| ۲۰۱۷       | بیورتون                                | دکتر چنینگ          | قسمت شمارهٔ ۱٫۸                                     |
| ۲۰۱۷       | اندرویدها                              | پدر قلدر            | قسمت: «خطوط دشمن»                                  |
| ۲۰۱۷–۲۰۱۸  | سرگذشت ندیمه                           | دکتر                | ۳ قسمت                                             |
| ۲۰۱۸–اکنون | کارتر                                  | دیو لی              | بازیگر نیمه‌ثابت                                    |
| ۲۰۱۸       | تکانه                                  | شلدون گیبسون        | ۲ قسمت                                             |
| ۲۰۱۹       | عزیمت                                  | هافمن               | نقش اصلی                                           |
| ۲۰۲۰       | تست آووکادو                            | جیک                 | ۶ قسمت                                             |
| ۲۰۲۱       | قانون خانوادگی                         | دکتر داگ پیترسون    | قسمت: «میراث»                                      |
| ۲۰۲۲       | برف‌شکن                                 | ویگینگز             | ۲ قسمت                                             |
| ن/م        | استخدام                                | جانوس فربر          |                                                    |

### پادکست‌ها
| سال       | عنوان               | نقش‌های صوتی  | توضیحات         |
| --------- | ------------------- | ------------ | --------------- |
| ۲۰۱۹      | بایگانی‌های صبحگاهی  | اولیور ریتز  | ۷ قسمت          |
| ۲۰۱۹      | فهرست مسافران       | ویلیام شرودر | قسمت: «کینشاسا» |
| ۲۰۲۰      | نوارهای دانشگاه     | اولیور ریتز  | ۱۰ قسمت         |
| ۲۰۲۰–۲۰۲۱ | در جنگل‌های غریبه    | دکلان        | ۴ قسمت          |
| ۲۰۲۱–۲۰۲۲ | سیاه یتیم: فصل بعدی | دانی هندریکس | ۷ قسمت          |